# Кацпер Кліх
Кацпер Кліх (пол. Kacper Klich, 12 листопада 1994) — польський плавець.
Учасник Олімпійських Ігор 2016 року.